# Deltagarkultur
Deltagarkultur är ett samlingsbegrepp för kulturformer och medier som förutsätter aktivt samskapande av samtliga inblandade. Publikdeltagande är ett liknande begrepp som introducerats av James Lull. Det kan handla om allting från fotboll till rollspel. Deltagarkultur står i kontrast till de åskådarinriktade kulturformerna där medieproduktion och -konsumtion är separerade från varandra. Massmediala och i stort enkelriktade kulturformer som film, böcker, radioprogram och television är exempel på åskådarkultur. Ett deltagarkulturellt verk definieras i artikeln "Åskådare eller deltagare - får du välja?" i Interacting Arts #2, 2004: 
| ” | För att ett verk ska kunna betraktas som deltagarkulturellt måste deltagaren kunna producera suggestioner. Steget från åskådande till deltagande betyder att kulturen demokratiseras då makten över suggestionsmedlen fördelas bland fler. Deltagarkulturen innebär att deltagarnas produktion av suggestioner påverkar vilka suggestioner de får tillbaka, vilka de suggestioner de andra deltagarna uppfattar och hur deras möjligheter till fortsatt agerande påverkas. | „ |

## Boken med samma namn
Boken Deltagarkultur skrevs kollektivt av Kristoffer Haggren, Elge Larsson, Leo Nordwall och Gabriel Widing från Interacting Arts och gavs ut 2008 på Bokförlaget Korpen i originalpocket samt i en nätutgåva. Där görs följande definition:
| ” | Deltagande är den process där subjekt producerar suggestioner för och mottar suggestioner av andra subjekt inom ramen för en överenskommelse som formulerar hur detta kan gå till. | „ |